# Río Jilkotói
El río Jilkotói (del ruso: Хилкотoй) es un río del krai de Zabaikalie, en Rusia, Siberia oriental. Es un afluente por la orilla derecha del Katanstsá, por lo que es un subafluente del Yeniséi a través del Katantsá, el Chikói, el Selengá, el lago Baikal y el Angará.

## Geografía
La cuenca hidrográfica del Jilokotói tiene una superficie de 1.140 km² y su caudal medio en la desembocadura es de 10,9 m³/s.
El Jilkotói nace en los montes Yáblonoi, en el krai de Zabaikalie. El curso del río está orientado globalmente de este a oeste. Tras un recorrido de 70 km, desemboca en el Katantsá por la orilla derecha al nivel de la pequeña localidad de Jilkotói.
El Jilkotói permanece helado generalmente desde la primera quincena de noviembre hasta finales del mes de abril o principios de mayo.

## Hidrometría. Caudal mensual en Jilkotoi
El caudal del Jilkotói ha sido observado durante 39 años (1953-1991) en la estación de Jilkotói situada a 2.7 km de su confluencia con el Katantsá y a una altitud de 691 m. 
El caudal interanual medio observado en Jilkotói durante este periodo fue de 10.9 m³/s para una superficie drenada incluida en la observación de 1.140 km², es decir, la totalidad de la cuenca del río. La lámina de agua vertida en esta cuenca alcanza los 301 mm por año, que puede ser considerada como elevada.
Río alimentado por la fusión de las nieves y por las lluvias de la estación estival, el Jilkotói tiene un régimen nivo-pluvial.
Las crecidas se desarrollan en primavera y en verano, de mayo a septiembre, con una cima en mayo, que corresponde al deshielo y a al fusión de las nieves. En junio, el caudal recula, para remontar en julio-agosto, manteniéndose sostenido a lo largo del verano, hasta principios de otoño, siguiendo el ritmo estacional de las precipitaciones en la región.
En el mes de octubre y luego en el de noviembre, el caudal del río cae fuertemente, lo que constituye el principio del periodo de estiaje. Este tiene lugar de mediados de noviembre a principios de abril.
El caudal medio mensual observado en marzo (mínimo de estiaje) es de 0.35 m³/s, apenas el 1.4 % del caudal medio del mes de mayo  (25,2 m³/s), lo que subraya la amplitud muy elevada de las variaciones estacionales, mismamente dentro del contexto siberiano, que normalmente las tiene elevadas. 
Las diferencias de caudal mensual pueden ser aún más importantes a lo largo de los años. En los 39 años del periodo de observación, el caudal mensual mínimo ha sido de 0.00 m³/s en varias ocasiones en febrero-marzo, mientras que el máximo se dio en julio de 1973, 64,4 m³/s.
Caudal medio mensual del Jilkotói (en m³/s) medidos en la estación hidrométrica de Jilkotói
Datos calculados en 39 años